# Dragutin Čermak
Dragutin Čermak (in serbo Дрaгутин Чермaк?; Belgrado, 12 ottobre 1944 – Belgrado, 12 ottobre 2021) è stato un cestista e allenatore di pallacanestro jugoslavo.

## Carriera
Con la Jugoslavia ha disputato due edizioni dei Giochi olimpici (Città del Messico 1968, Monaco 1972), i Campionati mondiali del 1970 e due edizioni dei Campionati europei (1969, 1971).